# QAPF-diagram
Een QAPF-diagram of Streckeisen-diagram is een diagram dat is samengesteld uit twee tegenoverliggende driehoeken en gebruikt wordt om stollingsgesteenten in te delen, gebaseerd op de mineraal-samenstelling. Het acroniem QAPF staat voor de mineraalgroepen (Engels: Quartz-Alkali feldspar-Plagioclase-Feldspathoid, Nederlands: kwarts-kaliveldspaat-plagioklaas-veldspaatvervanger). De percentages van de vier mineraalgroepen zijn genormaliseerd zodat hun som altijd 100% geeft.

## Gebruik
QAPF-diagrammen worden doorgaans gebruikt om dieptegesteenten te classificeren. Omdat dieptegesteenten faneritisch zijn (dat wil zeggen ze bestaan uit kristallen groot genoeg om met het blote oog te kunnen onderscheiden), zijn onderlinge mineralen makkelijk te determineren. Bij de classificatie van uitvloeiingsgesteente, waarin de onderlinge mineralen niet met het blote oog te onderscheiden zijn (dit wordt afanitisch genoemd), wordt meestal de chemische samenstelling gebruikt. Als er veel fenocrysten in uitvloeiingsgesteente voorkomen kan echter ook een grove naamgeving toegepast worden aan de hand van een QAPF-diagram. In die gevallen waar de mineralogische samenstelling niet in voldoende detail bepaald kan worden, wordt een TAS-diagram (Total-Alkali-Silica) gebruikt. In ultramafische gesteenten, waar mafische mineralen meer dan 90% van het gesteente vormen, zoals in peridotieten en pyroxenieten, wordt het QAPF-diagram ook niet gebruikt.
Omdat bij veldobservaties de exacte mineralogische samenstelling niet is te bepalen, worden er vaak vereenvoudigde indelingen gebruikt (figuur 3 en 4), die afgeleid zijn van de meer nauwkeurige laboratoriumindelingen (figuur 1 en 2).
De diagrammen zijn in de jaren 70 van de twintigste eeuw opgesteld door de Zwitserse petroloog A.L. Streckeisen in opdracht van de International Union of Geological Sciences (IUGS). Het doel was tot een internationaal gebruikte eenduidige indeling voor stollingsgesteenten te komen.
De vier eindleden (algemene samenstelling) van het diagram en de gesteentetypen die ze gezamenlijk vormen zijn:

## Samenstellingen

### Mineralen
- Q - Kwarts - SiO2
- A - Kaliveldspaat - (Na,K)AlSi3O8
- P - Plagioklaas - (Na,Ca)1-2Al1-2Si2-3O8
- F - Veldspaatvervanger - (Na,K,Ca)xAlySiO4

### Belangrijkste gesteenten
| dieptegesteenten -> - graniet -> - granodioriet -> - tonaliet -> - dioriet -> - gabbro -> - monzoniet -> - syeniet -> - foidoliet -> - anorthosiet | uitvloeiingsgesteenten - ryoliet - daciet - andesiet - basalt - latiet - trachiet - foidiet - basaniet - tefriet - fonoliet |

|  |  |

|  |  |